# Лебедев, Леонид Викторович
Леони́д Ви́кторович Ле́бедев (р. 9 апреля 1965) — российский флейтист и музыкальный педагог, солист оркестра БСО имени Чайковского и ГАСО России имени Светланова, преподаватель Московской консерватории, народный артист России (2008).

## Биография
Леонид Лебедев окончил Центральную музыкальную школу при Московской консерватории в 1983 году. С 1983 по 1984 год он играл в камерном оркестре под управлением Святослава Рихтера. В 1986 году Лебедев стал солистом-концертмейстером группы флейт Большого симфонического оркестр имени П. И. Чайковского под управлением Владимира Федосеева. В 1990 году Леонид Лебедев окончил Московскую консерваторию по классу Юрия Должикова.
В 2001 году Лебедев покинул БСО и стал солистом—заместителем концертмейстера группы флейт и руководителем группы деревянных духовых инструментов ГАСО России имени Светланова под управлением Марка Горенштейна. С 2006 года он преподаёт в Московской консерватории. С 2008 года Лебедев также является доцентом Государственной классической академии им. Маймонида. В 2008 году ему было присвоено звание Народный артист России.

## Награды и звания
- Лауреат III премии международного конкурса «Концертино Прага» (1978)
- Лауреат I премии Всесоюзного конкурса (1983)
- Заслуженный артист Российской Федерации (31 декабря 2000) — за заслуги в области музыкального искусства
- Народный артист России (2008)